# Каїнчак
Каїнча́к (рос. Каинчак, башк. Ҡайынсыҡ) — присілок у складі Караідельського району Башкортостану, Росія. Входить до складу Кірзинської сільської ради.
Населення — 1 особа (2010; 11 у 2002).
Національний склад:
- башкири — 55 %
- татари — 45 %